# Olešnice v Orlických horách
Pour les articles homonymes, voir Olešnice.
Olešnice v Orlických horách (en allemand : Gießhübel) est une commune du district de Rychnov nad Kněžnou, dans la région de Hradec Králové, en Tchéquie. Sa population s'élevait à 398 habitants en 2022.

## Géographie
Olešnice v Orlických horách est située dans les monts Orlické, dans la partie centrale des Sudètes, à la frontière avec la Pologne.
Elle se trouve à 12 km à l'est-sud-est de Náchod, à 24 km au nord de Rychnov nad Kněžnou, à 39 km à l'est-nord-est de Hradec Králové et à 138 km à l'est-nord-est de Prague.
La commune est limitée par la Pologne au nord et à l'est, par Sedloňov au sud et par Sněžné et Nový Hrádek à l'ouest.

## Histoire
La première mention écrite de la localité date de 1354.

## Transports
Par la route, Olešnice v Orlických horách se trouve à 17 km de Náchod, à 33 km de Rychnov nad Kněžnou, à 49 km de Hradec Králové et à 172 km de Prague.